# Pixy (gruppo musicale)
Le Pixy (픽시?; stilizzato tutto in maiuscolo) sono un gruppo femminile sudcoreano formatosi nel 2021. Il gruppo, che è composto da cinque membri (Lola, Dia, Sua, Dajeong e Rinji), ha debuttato il 24 febbraio 2021 con il singolo Wings.

## Storia

### Prima del debutto
Prima che le Pixy fossero formate, Ella è stata la leader del suo ex gruppo Cherry Bullet sotto la FNC Entertainment, finché non lo ha lasciato a dicembre del 2019 per ragioni personali. Satbyeol è stata invece un membro del gruppo Girls' Alert, finché non ha lasciato la sua ex agenzia, la Roots Entertainment, dopo che il gruppo non è riuscito a debuttare. Satbyeol ha anche partecipato al survival show di JTBC Mix Nine, classificandosi, tuttavia, 93ª. Dajeong aveva precedentemente debuttato in un gruppo musicale di bambini di nome SUPA, che si è poi sciolto nel 2018.

### 2021-presente: Debutto,Bravery,Temptation,Reborne abbandono di Ella e Satbyeol
Le Pixy hanno ufficialmente debuttato il 24 febbraio 2021 con il singolo Wings. Qualche mese dopo, il 20 maggio, hanno pubblicato il loro EP di debutto, Bravery, contenente il brano apripista Let Me Know.
Il 7 ottobre il secondo extended play del gruppo, intitolato Temptation, è uscito, contenente i due singoli Addicted, Bewitched e Moonlight.
Dopo un breve riposo dalle attività, il 15 giugno 2022 le Pixy sono tornate con il loro terzo EP Reborn. Tuttavia, Ella è stata assente da questa pubblicazione a causa di motivi di salute. Il 27 agosto 2022 la Allart Entertainment ha ufficialmente annunciato che Ella e Satbyeol avrebbero lasciato il gruppo in via definitiva.
Il 27 settembre Hwang Rin-ji, con il nome d'arte di Rinji, è stata confermata essere il nuovo membro delle Pixy.

## Formazione
- Lola (로라) (2021-) – rap
- Dia (디아) (2021-) – voce
- Sua (수아) (2021-) – voce
- Dajeong (다정) (2021-) – voce
- Rinji (린지) (2022-)

Ex componenti
- Ella (엘라) (2021-2022) – leader, voce
- Satbyeol (샛별) (2021-2022) – rap

## Discografia

### EP
- 2021 – Bravery
- 2021 – Temptation
- 2022 – Reborn
- 2023 – Chosen Karma
- 2023 – The Voice

### Singoli
- 2021 – Wings
- 2021 – Let Me Know
- 2021 – Addicted
- 2021 – Moonlight
- 2021 – Bewitched
- 2021 – Call Me
- 2022 – Villain
- 2023 – Karma